# 洪朴
洪朴（?—1783年），字伯初，号素人，安徽歙县人。清朝文人、官員。

## 生平
早年其弟洪榜（字初堂）有“二難”之稱。乾隆三十六年进士，官至直隸顺德府（今邢台市）知府，素患有吐血症，乾隆四十八年（1783年）以疾引归，卒於東昌舟中。有《伯初诗钞》、《伯初文存》。